# Publicain
Pour les articles homonymes, voir Publicains (cathares).
 (septembre 2017).
Si vous disposez d'ouvrages ou d'articles de référence ou si vous connaissez des sites web de qualité traitant du thème abordé ici, merci de compléter l'article en donnant les références utiles à sa vérifiabilité et en les liant à la section « Notes et références ».
Un publicain (du latin publicanus) était, dans l’administration romaine, un homme d’affaires appartenant généralement à l’ordre équestre, autorisé par contrat avec l’autorité civile à collecter les taxes en son nom. Les publicains formaient des sociétés civiles à but lucratif, qui intervenaient dans les domaines de l'économie et de la fiscalité de la Rome antique, en accord avec des contrats passés avec l'État.

## Historique
Des preuves de l’existence des publicains se trouvent à partir du IIIe siècle av. J.-C., bien qu’il soit généralement convenu qu’ils existaient bien plus tôt dans l’histoire romaine. La plus ancienne citation est de 215 av. J.-C., lors de l'adjudication par le Sénat romain des équipements de la flotte destinée à l'armée intervenant en Hispania. Trois sociétés regroupant en tout 19 personnes interviennent pour ce contrat. Au cours du IIe et du Ier siècle av. J.-C., les textes mentionnent de nombreuses sociétés de publicains dans le périmètre géographique romain : en Italie, sociétés pour l'exploitation de la poix de la forêt de Sila, pour l'exploitation des mines de fer, des salines, pour les taxes portuaires d'Aquilée, en Sicile, en Sardaigne pour des salines, en Achaïe, en Afrique pour la perception de l'impot du vectigal, en Asie, en Cilicie et en Bithynie, citées par Cicéron, en Hispanie pour l'exploitation du cinabre mentionnée par Cicéron et par Vitruve.

## Leur rôle
Les publicains bénéficiaient de contrats publics, en regard desquels ils fournissaient l’armée romaine, géraient la collecte des taxes portuaires (portorium) et supervisaient les projets de constructions publiques. Ils exerçaient également comme collecteurs d’impôts pour la République romaine (et plus tard pour l’Empire), offrant leurs services au Sénat à Rome pour obtenir les contrats de collection des divers types de taxes.
Les baux de fermage étaient passés avec eux par les censeurs pour cinq ans. Les publicains doivent faire l'avance des sommes à collecter et recouvrer leur fonds et leur commission qui, selon les auteurs antiques, pouvaient être substantiels. Ils étaient organisés en "collèges" et constituaient, en raison du montant des sommes collectées, un ordre puissant. Cette fonction était incompatible avec la dignité sénatoriale, mais elle pouvait être exercée par tout citoyen romain. Les chevaliers romains, par leur richesse, pouvaient apporter une garantie financière appréciable aux sociétés de publicains, mais tous les publicains n'étaient pas membres de l'ordre équestre.  
Leurs pratiques usuraires (taux d'intérêt pouvant atteindre 45 %) sont dénoncées par Lucullus et Gabinius. Les publicains sont perçus le plus souvent comme des collecteurs d’impôt par les habitants des provinces. 
Avec la croissance de l’administration impériale, leur rôle dans ce domaine aussi bien que leur importance en général décline rapidement et cède la place à la récolte directe des impôts par les procurateurs et questeurs. Cependant, leur influence dans les services publics, en particulier dans les projets de construction, demeure significative.

## Dans le Nouveau Testament

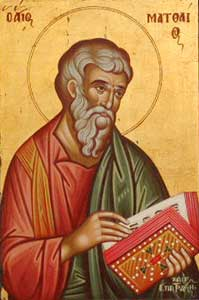
L'apôtre Matthieu exerce la fonction de publicain, selon les Évangiles.

Les publicains des quatre Évangiles canoniques sont des employés subalternes au service de « grands collecteurs ». Seul Zachée, dans l'épisode rapporté par Luc 19:1-9, est présenté comme un « chef des collecteurs d'impôts » (« et il était riche », ajoute Luc). Leur impopularité est générale, non seulement parce que la fonction même est universellement mal vue du public, mais également parce qu'ils sont perçus comme des agents des occupants romains. 
Ainsi en est-il dans le Nouveau Testament : ils sont méprisés et fréquemment associés aux pécheurs (Mt 9 :11). L'attitude de Jésus choque les bien-pensants. Il se mêle aux publicains, accepte de manger avec eux (Mc 2:13-22, Mt 9:9-13, Lc 15:1-2) et appelle l'un d’eux comme proche disciple : Matthieu. Aux stricts observants de la Loi, Jésus donne un publicain en exemple (cf. la Parabole du pharisien et du publicain, Lc 18 :9-14). Il déclare : « Les collecteurs d'impôts et les prostituées vous devanceront dans le royaume de Dieu. » (Mt 21:31).